# Fausto Papetti
Fausto Papetti (Viggiù, 28 de janeiro de 1923 – San Remo, 15 de junho de 1999) foi um alto-saxofonista italiano. Músico de jazz por formação, Papetti tornou-se amplamente conhecido por produzir covers instrumentais de algumas das mais famosas canções pop e jazz.
Papetti alcançou o auge de sua popularidade nas décadas de 1960 e 1970. Seus álbuns foram particularmente bem-sucedidos nos mercados europeu e latino-americano. Durante a década de 1970, o primeiro álbum de maiores sucessos de Papetti, publicado em 1975, é até hoje o seu álbum mais vendido. Sua performance da música "Love's Theme" (originalmente da Love Unlimited Orchestra de Barry White) foi apresentada na compilação inovadora "Ultimate Breaks and Beats". Sua influência no saxofone foi substancial e, na década de 1970, surgiram muitos imitadores, como Johnny Sax e Piergiorgio Farina.
Os discos de Papetti também são caracterizados por suas capas sexy, muitas vezes apresentando mulheres com pouca roupa. Ele ocasionalmente gravou sob o pseudônimo Fausto Danieli.

## Discografia
| - Musica Nel Mondo, Vol. 2 (2004) - Musica Nel Mondo (2004) - E Se Domani (2003) - Ritmi Dell'America Latina (2003) - Moon River (2003) - Old America (2003) - Chloe (2003) - Evergreens No. 3 (2003) - Scandalo Al Sole [D.V. More] (2003) - If You Leave Me Now (2003) - Accarezzami (2003) - Cinema: Anni 70 (2003) - Cinema: Anni 60 (2003) - Made in Italy [BMG] (2003) - Bonjour France (2003) - Evergreens (2003) - Memory (2003) - Evergreens, Vol. 2 (2001) - The Look of Love (2000) - Calda Estate (1999) - What A Wonderful World [Expanded] (1998) - Sax Latino (1997) - Made in Italy [Ricordi] (1997) - More Feelings (1996) - More Feelings Again (1996) - Fausto Papetti (1995) - The Magic Sax of Fausto Papetti (1995) - Sax in Gold (1994) - El Cine (1994) - El Mundo de Fausto Papetti (1994) - Ecos de New York, Vol. 2 (1991) - Ecos de Hollywood (1991) - Ecos de Brasil, Vol. 2 (1991) - Ecos de Italia, Vol. 2 (1991) - Maria Elena (1991) - Sax Idea (1991) - Feelings (1991) - Magic Sax (1990) - Us and Them (Fausto Papetti album)\|Us and Them (1988) - Midnight Melodies (Fausto Papetti album)\|Midnight Melodies (1988) - Baby Blue Music, Vol. 1 (1987) - Il Mondo Di Papetti, Vol. 3 (1987) - Baby Blue Music, Vol. 2 (1987) - Il Mondo Di Papetti, Vol. 2 (1986) - My One and Only Love (1982) - The Sexy Sax (1979) | - Fausto Papetti Collection (2006) - Le Piu Belle Melodie di Fausto Papetti (2006) - Fausto Papetti Collection, Vol. 2 (2006) - I Grandi Successi Originali (2000) - Oggi, Vol. 4 (1999) - Oggi, Vol. 3 (1999) - Oggi, Vol. 2 (1999) - Oggi, Vol. 1 (1999) - What a Wonderful World (1998) - Gli Anni D'Oro (1997) - Econo Series (1997) - Scandalo Al Sole [Replay] (1995) - 20 Exitos, Vol. 2 (1994) - 20 Exitos (1994) - All Time Favorites (Fausto Papetti album)\|All Time Favorites (1991) - Il Mondo Di Papetti (1988) |

## Ligações Externas
- Página no allmusic.com
- Página no imdb
- Página no discogs